# Smithville (Missouri)
Smithville ist eine Stadt innerhalb des Clay County und Platte County des  US-Bundesstaates Missouri. Gemäß Volkszählung aus dem Jahr 2020 hatte die Stadt 10.406 Einwohner.

## Geografie
Smithville befindet sich im westlichen Clay County am Little Platte River. Der Little Platte wird unmittelbar östlich der Stadt zum Smithville Reservoir aufgestaut. Die U.S. Route 169 führt an der Westseite der Stadt vorbei. Der Ort ist Teil der Metropolregion Kansas City, verfügt jedoch über eine eigene Downtown.

## Geschichte
Smithville ist nach Humphrey „Yankee“ Smith (1774–1857) benannt, der sich 1822 an diesem Ort niederließ. Ursprünglich war die Stadt als „Smith’s Mill“ bekannt, wurde aber schließlich in „Smithville“ umbenannt, da es leichter auszusprechen war. Eine andere angebliche Geschichte hinter dem Namen ist, dass der Ort Smith’s Mill heißen sollte, aber es gab bereits eine andere Siedlung in Missouri mit demselben Namen, so dass der Name leicht geändert wurde, um ihn zu unterscheiden.

## Demografie
Nach der Volkszählung von 2020 leben in Smithville 10.406 Menschen. Die Bevölkerung teilt sich im Jahr 2019 auf in 90,4 % Weiße, 0,4 % Afroamerikaner, 0,5 % amerikanische Ureinwohner, 2,8 % Asiaten, 5,8 % mit zwei oder mehr Ethnizitäten. Hispanics oder Latinos aller Ethnien machten 1,1 % der Bevölkerung aus. Das mittlere Haushaltseinkommen lag bei 82.398 US-Dollar und die Armutsquote bei 6,4 %.

## Persönlichkeiten
Die Schauspieler Wallace Beery (1885–1949) und Noah Beery, Sr. (1882–1946) sind in der Nähe von Smithville geboren und aufgewachsen.